# Pneumatopteris prismatica
Pneumatopteris prismatica är en kärrbräkenväxtart som först beskrevs av Nicaise Augustin Desvaux, och fick sitt nu gällande namn av Holtt. Pneumatopteris prismatica ingår i släktet Pneumatopteris och familjen Thelypteridaceae. Inga underarter finns listade.